# Грудень 2024
Грудень 2024 — дванадцятий місяць 2024 року, що розпочнеться у неділю 1 грудня та закінчиться у вівторок 31 грудня.

## Події
1 грудня
- У Грузії відбулися акції протесту проти рішення партії «Грузинська мрія» відмовитися від процесу переговорів про вступ у ЄС до 2028 року[1].

2 грудня
- Мовні експерти Оксфордського словника визнали словосполучення «brain rot» (гниття мозку) словом 2024 року[2].

3 грудня
- Національна асамблея Південної Кореї проголосувала за скасування воєнного стану, оголошеного кількома годинами раніше президентом Юн Сок Йолом[3].
- Конгрес США опублікував доповідь про COVID-19: згідно з висновками розслідування, що викликав пандемію коронавірус SARS-CoV-2 має лабораторне походження та поширився через витоку в Уханьському інституті вірусології[4].
- У Якутії впав астероїд C0WEPC5[en], що став четвертим зафіксованим вченими за рік[5].

4 грудня
- У Нью-Йорку убили[en] гендиректор UnitedHealthcare Браян Томпсон[6].

5 грудня
- Біткойн перетнув $100 000[7].

6 грудня
- Конституційний суд Румунії анулював результати першого туру президентських виборів у країні[8].

7 грудня
- Meta оголосила про запуск Threads у ЄС, який раніше не був доступний через регуляторні обмеження[9].
- SpaceX успішно здійснила другий орбітальний тестовий політ Starship, найбільшої та найпотужнішої ракети у світі[10].

8 грудня
- OpenAI випустила оновлення для ChatGPT, покращивши можливості GPT-4 Turbo та додавши можливість голосових відповідей у веб-версії[11].

9 грудня
- Президент Венесуели Ніколас Мадуро оголосив про розпуск Національної виборчої ради після масових протестів через підготовку до виборів[12].

10 грудня
- Apple презентувала новий Apple Vision Pro, який офіційно вийде в продаж 2025 року[13].

11 грудня
- НАСА успішно здійснила перший запуск Artemis II, пілотованої місії навколо Місяця, яка має стати підготовкою до висадки людей у 2026 році[14].

12 грудня
- Дональд Трамп став «людиною року» за версією журналу «Тайм»[15].
- 18-річний Доммараджу Гукеш з Індії став наймолодшим чемпіоном світу з шахів[16].

16 грудня
- У Керченській протоці внаслідок шторму затонуло два російських судна — Волгонефть-212 та Волгонефть-239, одна людина загинула[17].

17 грудня
- У столиці Вануату Порт-Віла стався землетрус магнітудою 7,3 бала, в результаті чого загинули 14 людей[18].

20 грудня
- Відбулася наймасштабніша кібератака на держреєстри України за останній час. Призупинено роботу Єдиних та Державних реєстрів, які перебувають у компетенції Міністерства юстиції України[19].

21 грудня
- Українець Олександр Усик знову переміг британця Тайсона Ф'юрі і став об'єднаним чемпіоном світу з боксу у важкій вазі[20].

24 грудня
- Сонячний зонд «Parker Solar Probe» пішов на максимальне зближення із Сонцем. Звіт про результат маневру очікується 27 грудня, коли зонд відправить зібрані дані про рекордне зближення на Землю[21].

25 грудня
- У Казахстані зазнав катастрофи пасажирський літак Embraer E190, загинули 35 із 67 осіб, які перебували на борту[22].

26 грудня
- Перший випадок захоплення в полон північнокорейського солдата, який воює проти українських військ, підтверджений Південною Кореєю[23].

29 грудня
- У Південній Кореї при посадці розбився та згорів літак рейсом Бангкок — Муан, на борту знаходились 175 пасажирів та 6 членів екіпажу, живими знайдено двох[24].

30 грудня
- Росія та Україна обмінялися сотнями військовополонених за посередництва Об'єднаних Арабських Еміратів. Україна повернула 189 громадян, з них — 87 військовослужбовців ЗСУ (з них 17 — ТрО), 43 військовослужбовці НГУ, 33 прикордонники та 24 військовослужбовця ВМС[25].